# أنطيوخوس العاشر
أنطيوخوس العاشر (يوسيبيس) حاكم الدولة السلوقية بدأ حكمه في 95 ق.م و هزم سلوقس السادس ثأراً لموت أبيه أنطيوخوس التاسع.
نهاية حكمه غير ثابتة فتوجد اقوال بانه قُتل أثناء قتاله مع البارثيين (الفرثيين) عام 90 ق.م، وهناك من يشير إلى أنه قتل أثناء غزو الأرمن
لسوريا في سنة 83 ق.م، وهناك من يقول أنه قتل على يد الأنباط.